# Michelle Cameron (natation synchronisée)
Pour les articles homonymes, voir Michelle Cameron et Cameron.
Michelle A. Cameron-Coulter, née le 28 décembre 1962 à Calgary (Alberta), est une nageuse canadienne spécialisée en natation synchronisée. Lors des Jeux olympiques de 1988 à Séoul, elle remporte en duo avec sa compatriote Carolyn Waldo la médaille d'or.
Faite membre de l'Ordre du Canada en 1988 et du Panthéon des sports canadiens en 1991, elle est introduite comme membre de l'International Swimming Hall of Fame en 2000.

## Palmarès

### Jeux Olympiques
Jeux olympiques d'été de 1988:  Médaille d'or en duo

### Championnats du monde
Championnats du monde de natation 1986: 
- Médaille d'or en duo
- Médaille d'or en équipe

### Coupe du monde
- Coupe du monde 1985:
  -  Médaille d'or en duo
  -  Médaille d'or en équipe
- Coupe du monde 1987: 
  -  Médaille d'or en duo
  -  Médaille d'or en équipe

### Jeux du Commonwealth
Jeux du Commonwealth 1986:  Médaille d'or en duo